# 아르케오글로부스속
아르케오글로부스속은 아르케오글로부스과의 한 속이다. 주로 높은 온도의 유전(油田)에서 찾아볼 수 있다.